# Миньяр, Пьер
Пьер Минья́р, или Миньяр Ри́мский (фр. Pierre Mignard, Mignard le Romain; 17 ноября 1612, Труа, Шампань — 30 мая 1695, Париж) — французский живописец академического направления эпохи «Большого стиля Людовика XIV», младший брат Николя Миньяра Авиньонского. Главный оппонент Шарля Лебрена в споре «пуссенистов» и «рубенсистов» в Королевской Академии живописи и скульптуры. Отстаивал позиции последних. Его собственная историческая живопись и портреты характерны своеобразным «барочным академизмом» и театральностью композиции. Директор Королевской академии живописи и скульптуры, с 1690 года — первый живописец короля.

## Биография
Пьер Миньяр родился в Труа в семье ремесленников Пьера и Мари Галлуа. Его старший брат Николя Миньяр Авиньонский (1606—1668) также был художником: рисовальщиком, историческим живописцем и гравёром-офортистом.
С 1624 года Пьер учился в мастерской Жана Буше в Бурже. Вернувшись в Труа, работал у скульптора Франсуа Жанти. Вскоре уехал в Фонтенбло — столицу искусствa эпохи французского Ренессанса и своеобразной школы, созданной итальянскими мастерами Франческо Приматиччо и Россо Фьорентино.
Под покровительством маршала Витри Пьер Миньяр стал учеником Симона Вуэ, в мастерской которого повстречал своего будущего соперника Шарля Лебрена, познакомился с Эсташем Лесюэром и Шарлем-Альфонсом Дю Френуа, с которым подружился.
В 1635 году Миньяр уехал в Рим, где жил и работал в течение следующих двадцати двух лет. По причине столь длительного проживания в Риме он и получил прозвание «Миньяр Римский» (Mignard le Romain). В Риме он также познакомился с выдающимся живописцем Никола Пуссеном, художником Сассоферрато, и Анной Аволарой, дочерью архитектора, в которую он влюбился, но на которой женился только в 1660 году из-за различных препятствий, и от которой он позднее имел четырёх детей.
Как живописец Миньяр испытал влияние римской и болонской школ живописи, таких мастеров как Агостино Карраччи, Франческо Альбани, Доменикино, Пьетро да Кортона, Андреа Сакки, Сассоферрато. Вместе с другими художниками, по заказу брата кардинала Ришельё А. Л. дю Плесси, снимал копии с фресок Агостино и Аннибале Карраччи в Палаццо Фарнезе.
Пьер Миньяр получил особую известность многочисленными изображениями Мадонны с Младенцем. Они были настолько популярны, что их называли «Миньярдисами» (Mignardises). Он также писал алтарные картины. Его соотечественник Никола Пуссен подрядил Миньяра для копирования своих произведений. Миньяр также работал мастером репродукционной гравюры, воспроизводил в гравюрах живописные оригиналы Аннибале Карраччи. В это время Миньяр также на протяжении всей жизни интересовался портретной живописью и писал портреты пап, кардиналов и выдающихся представителей римской аристократии. Он также побывал в Северной Италии, посетил Болонью, Парму, Мантую, Флоренцию и Венецию.

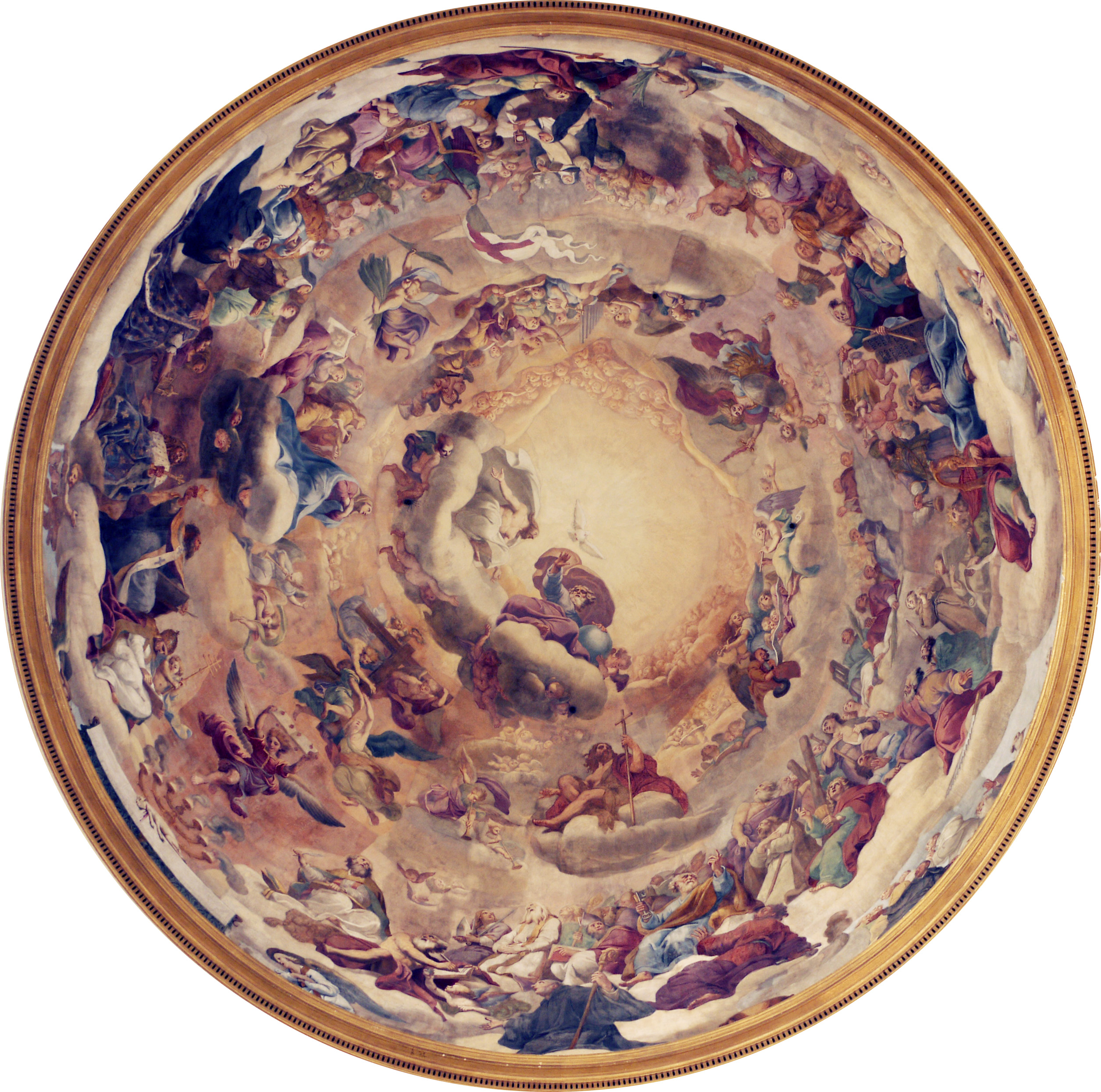
Слава Пресвятой Троицы. Фреска купола церкви Валь-де-Грас, Париж

Став знаменитым в Италии, Миньяр в 1657 году был вызван в Париж ко двору короля Людовика XIV. В Париже он стал популярным художником-портретистом. Он снискал расположение короля, который позировал для многих портретов. Миньяр стал соперником ведущего французского художника того времени и первого художника короля Шарля Лебрена. Он отказался поступать в Королевскую академию живописи и скульптуры, пока Лебрен был её директором, и вместо этого стал главой конкурирующей гильдии: Академии Святого Луки в Париже, противостоящую Королевской Академии живописи и скульптуры. Крепкая дружба связала живописца Миньяра и драматурга Мольера. Пьер Миньяр и Мольер познакомились в Авиньоне и оба поселились на постоянной основе в Париже осенью 1658 года. Миньяр написал несколько портретов Мольера.
Со своей стороны, в 1669 году Мольер написал «Славу Валь-де-Грас» (La Gloire du Val-de-Grâce), панегирик в стихах шедевру Миньяра «Слава Бьенёре» (La Gloire des Bienheureux), фреске, украшающей купол церкви Валь-де-Грас в Париже, заказанную в 1663 году Анной Австрийской за сумму 35 000 ливров.
Связи между семьями Пьера Миньяра и Мольера были настолько тесными, что именно Катрин Миньяр, дочь художника, была выбрана 1 октября 1672 года крестной матерью последнего ребёнка Мольера, Пьера Поклена (умершего 11 дней спустя). Миньяр всю жизнь поддерживал дружбу с Армандой Бежар, вдовой Мольера.
Миньяр отвечал за оформление капеллы Крещения церкви Сент-Эсташ (Святого Евстафия) в Париже (1667—1670). Его картины были аналогом картин его соперника Шарля де ла Фосса в Свадебной капелле (эти произведения не сохранились).
В 1687 году король пожаловал художнику дворянское звание, а в 1690 году, после смерти Лебрена, Миньяр стал первым живописцем короля, директором королевских художественных музеев и мануфактур, членом и профессором Королевской Академии живописи и скульптуры, а затем её ректором и канцлером. В это время, почти в 80-летнем возрасте, он создавал проекты росписей в церкви Дома Инвалидов, которые до настоящего времени хранятся в Лувре, расписал два плафона в малых апартаментах короля в Версальском дворце (фрагменты — в музеях в Гренобле, Лилле, Тулузе, Динане и в замке Фонтенбло) и написал серию тонких по колориту религиозных картин: «Христос и самаритянка» (1690, Лувр), «Святая Цецилия» (1691, Лувр), «Вера» и «Надежда» (1692).
Многие живописные композиции Миньяра были награвированы Жераром Одраном, Питером ван Шуппеном, Робером Нантёйлем, Жераром Эделинком, Антуаном Массоном, Франсуа де Пуайи и другими. Он и сам гравировал по собственным картинам. Таким образом, Миньяр стал одним из самых успешных портретистов своего времени, хотя, по мнению некоторых историков искусства, несколько однообразным и скучным. Картины Миньяра находятся во многих музеях мира, в том числе шесть в санкт-петербургском Эрмитаже. А. Н. Бенуа в своём знаменитом «Путеводителе по картинной галерее Императорского Эрмитажа» также выразил своё критическое мнение, причём даже не в основном тексте, а в примечаниях: «Один из шедевров П. Миньяра, Портрет Марии Манчини, находится в собрании Д. А. Бенкендорфа в Петербурге. Театральные исторические картины Миньяра в Эрмитаже, принадлежат, напротив того, к самому скучному, что создано академизмом. Любопытно отметить в них зависимость художника от творчества своего злейшего врага, Лебрёна».
Пьер Миньяр скончался 30 мая 1695 года, работая над «Автопортретом в образе Святого Луки» (музей Труа), После его смерти 30 мая 1695 года на улице Ришельё, 23, художнику устроили большие похороны в церкви Сен-Рош, и он был похоронен в монастыре Святого Иакова (Сouvent des Jacobins) в Париже, его монументальную гробницу создал выдающийся скульптор Жан-Батист Лемуан. Во время революции гробницa была разрушена. На доме, где умер Миньяр, по адресу улица Ришельё, 23, находится мемориальная доска в его честь.
У него было четверо детей. Его дочь Екатерина в 1696 году вышла замуж за графа Фекьера. Художниками стали старший брат Пьера — Николя Миньяр по прозванию Авиньонский, и его сын — Пьер Миньяр Второй (1640—1725), архитектор, живописец и скульптор. Он также учился в Италии, с 1672 года был главным архитектором Авиньона. Другой сын — Поль Миньяр (1641—1691) — живописец и гравёр.

## Миньяр и Лебрен в «Споре о древних и новых»
«Спор о древних и новых» (фр. Querelle des Anciens et des Modernes) — полемика во Французской академии конца XVII века вокруг сравнительных достоинств литературы и искусства античности и современности. Сторонникам античности как непреходящего и недостижимого образца («древним») противостояли критики античности и сторонники теории прогресса в литературе и искусстве («новые»).
Предыстория конфликта относится уже к 1650-м годам, когда создатели «христианских эпопей» (такие, как Жан Шаплен) выступили с программными заявлениями, противопоставляя свои сочинения Гомеру и Вергилию не в пользу последних; это направление было остро высмеяно Буало, убеждённым «древним». В 1670-е годы двор Людовика XIV пропагандировал развитие национальной литературы на французском языке, новые жанры (такие, как опера, в противоположность ассоциировавшейся с античностью трагедии. Создаются национальные академии живописи и музыки, затем Академия надписей и изящной словесности, секретарём которой стал Шарль Перро. Брат Шарля — Клод Перро — также был писателем, но более известен в качестве медика, биолога и архитектора. Являясь автором знаменитой «восточной колоннады» Лувра, построенной в «большом стиле» Людовика XIV в 1664—1674 годах, Перро принял участие в споре и отстаивал достоинства современного строительства. Он встретил обоюдное сопротивление Н. Буало, приверженца подражания античности, и архитектора Н. Ф. Блонделя — сторонника «вневременно́го понимания красоты». Франсуа Блондель был в то время наиболее авторитетным теоретиком архитектуры.
5 ноября 1667 года глава Королевской Академии живописи и скульптуры Шарль Лебрен открыл цикл лекций о шедеврах классической живописи. Первую лекцию он посвятил творчеству Рафаэля, вторую — Н. Пуссену. При этом творчество Пуссена он представил естественным продолжением «идеального стиля» Рафаэля, а всё, что не подходило под это определение, объявил «не имеющим ценности». Против Лебрена выступил Пьер Миньяр, работавший под влиянием итальянского маньеризма и барокко, что только обострило отношения конкуренции двух художников.
Миньяра поддержал Роже де Пиль — теоретик искусства, живописец и гравёр. Он высоко оценил творчество Рембрандта, а превыше всех ставил Рубенса. В 1681 году Роже де Пиль опубликовал «Рассуждения о произведениях знаменитейших художников», в 1699 году прибавил к ним «Краткие жизнеописания» (Abrégé de la vie des peintres). В этом сочинении он разделил понятия «манеры» и «стиля», а достижения разных мастеров оценил в баллах. По композиции высшую оценку Роже де Пиль поставил Рубенсу (18), на балл ниже (17) получил Рафаэль, Пуссену он поставил 15 баллов. Но по рисунку первое место получил Рафаэль (18), а на последнем месте оказался Рембрандт (6). В разгоревшейся дискуссии, в письмах и публичных выступлениях симпатии разделились между «пуссенистами» и «рубенсистами», приверженцами классицизма и барокко. Эта идея ярко отразилась в оглашённой на заседании Академии 27 января 1687 года поэме Перро «Век Людовика Великого».
Брат Пьера Миньяра Николя и племянник Поль, который был его учеником, выбрали сторону Лебрена против Миньяра, что привело к полному разрыву и без того напряжённых отношений Миньяра и его собратьев «по цеху».

## Галерея

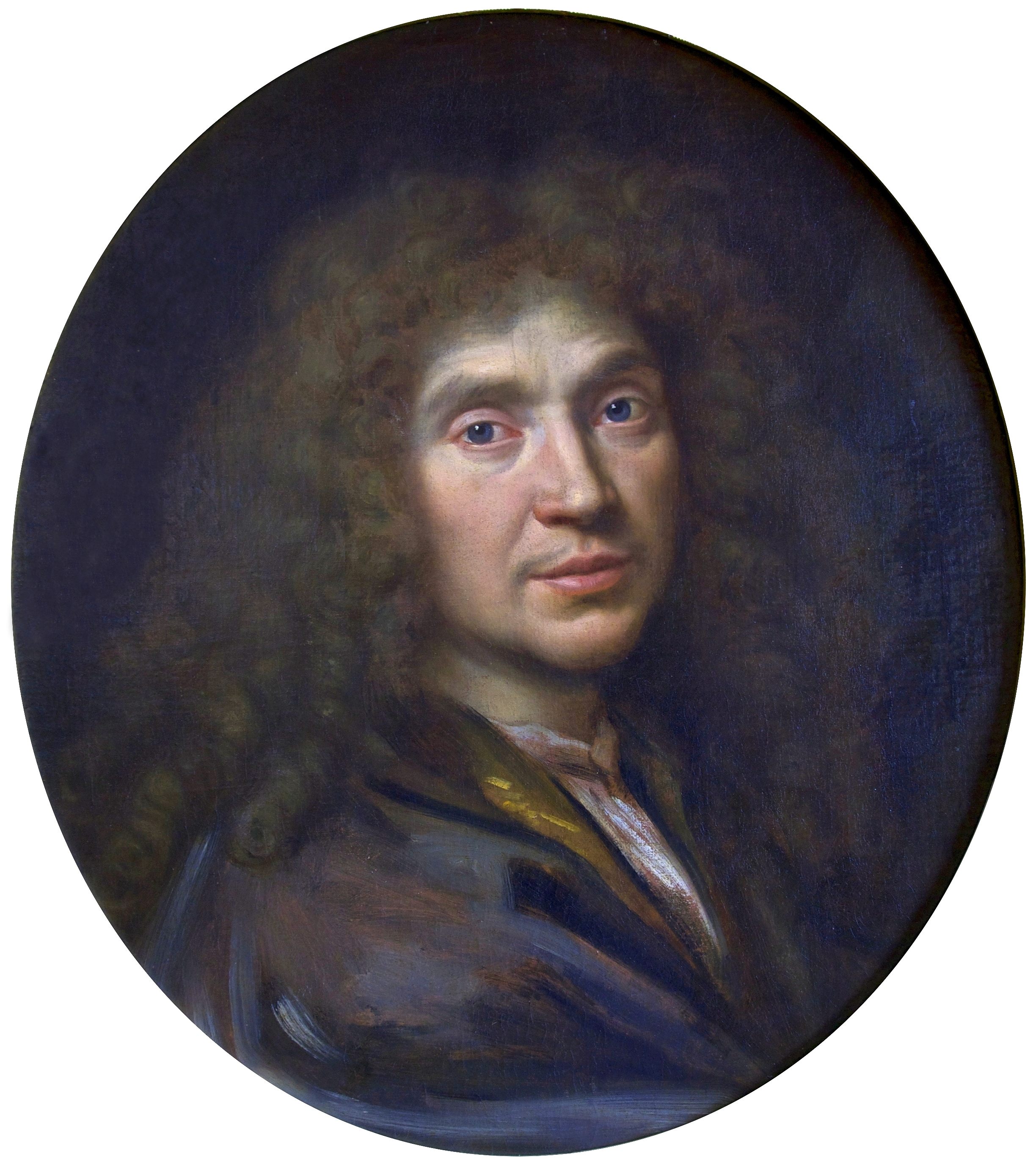
Портрет Мольера. Ок. 1658. Холст, масло. Музей Конде, Шантийи
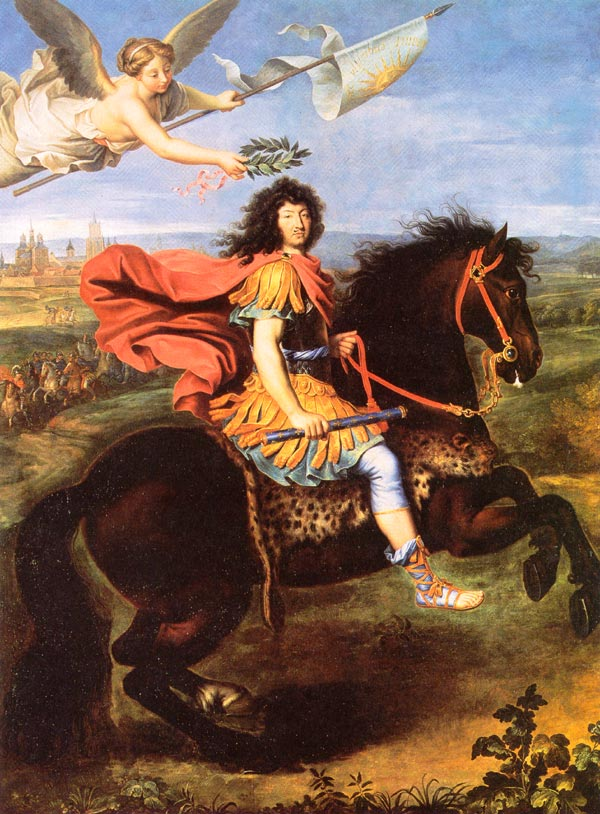
Король Франции Людовик XIV коронуется после осады Маастрихта в 1673 году. 1673. Галерея Сабауда, Турин
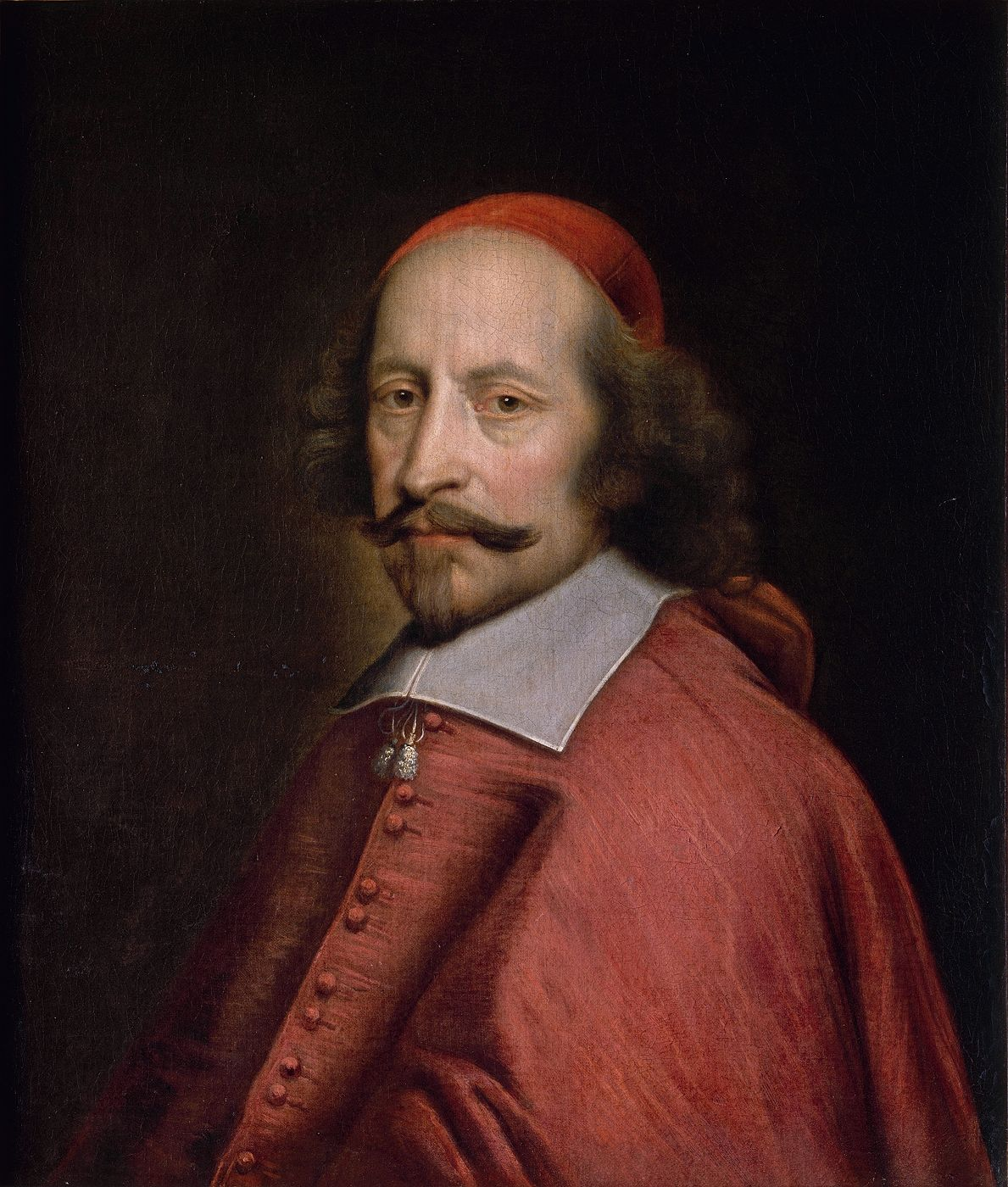
Портрет кардинала Мазарини. Между 1658 и 1660. Холст, масло. Музей Конде, Шантийи
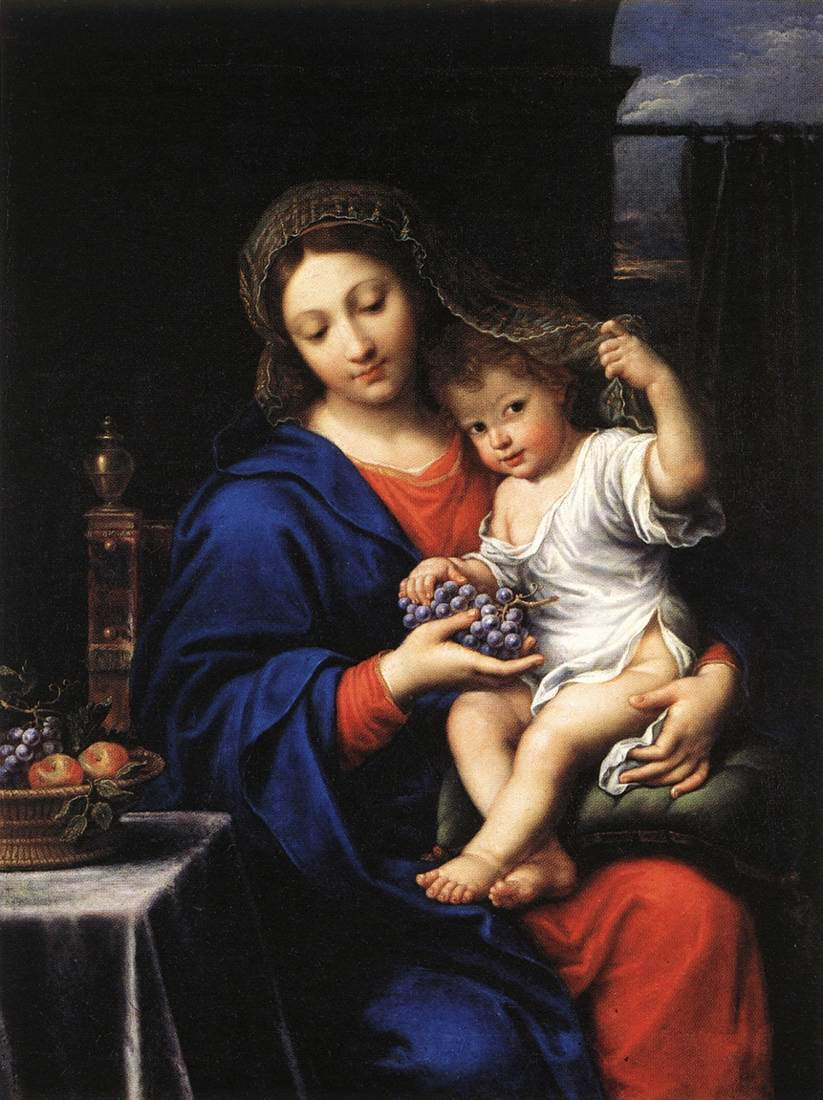
Дева Мария с виноградом. Холст, масло. Лувр, Париж
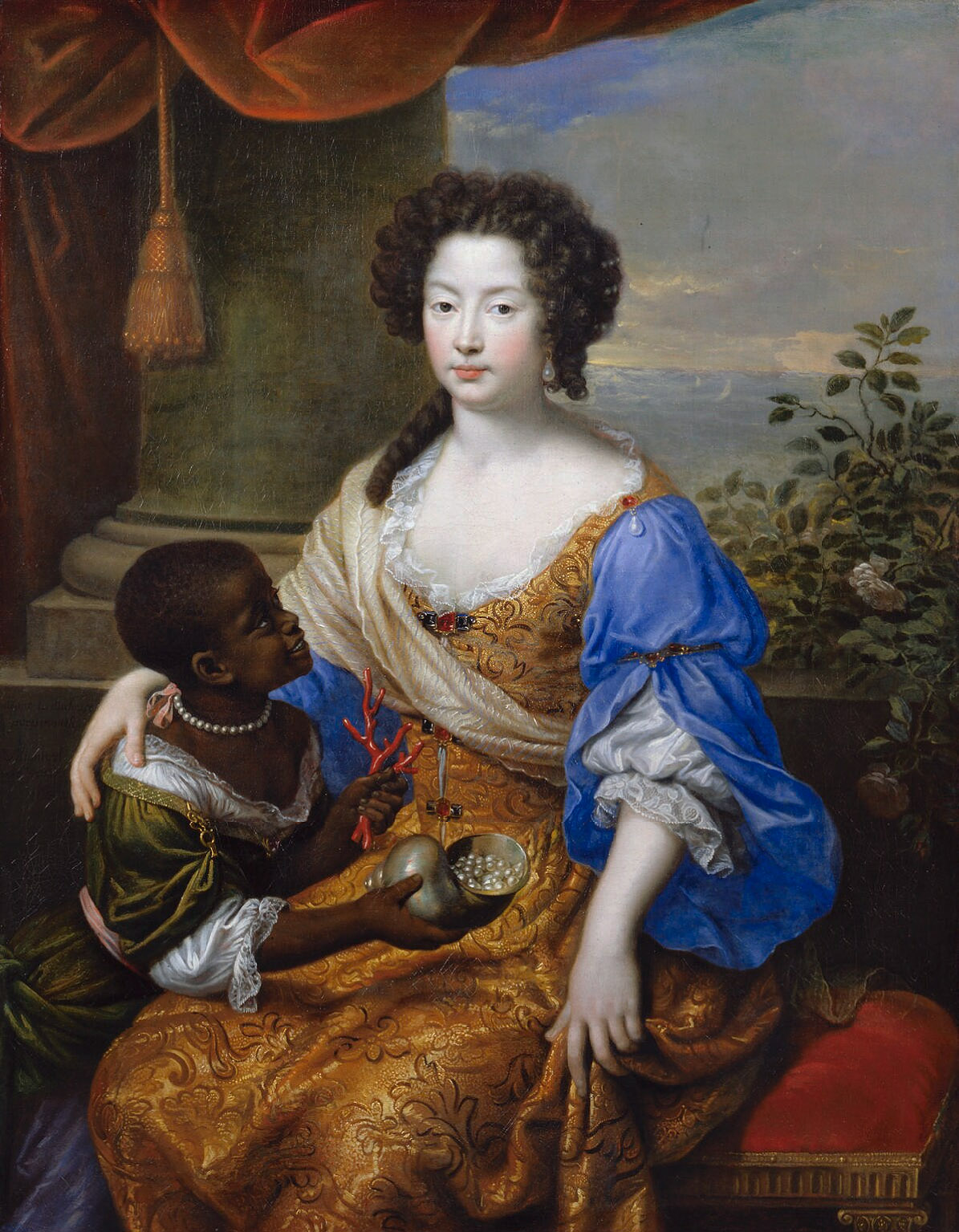
Портрет Луизы Рене де Керуай. 1682. Холст, масло. Национальная портретная галерея, Лондон
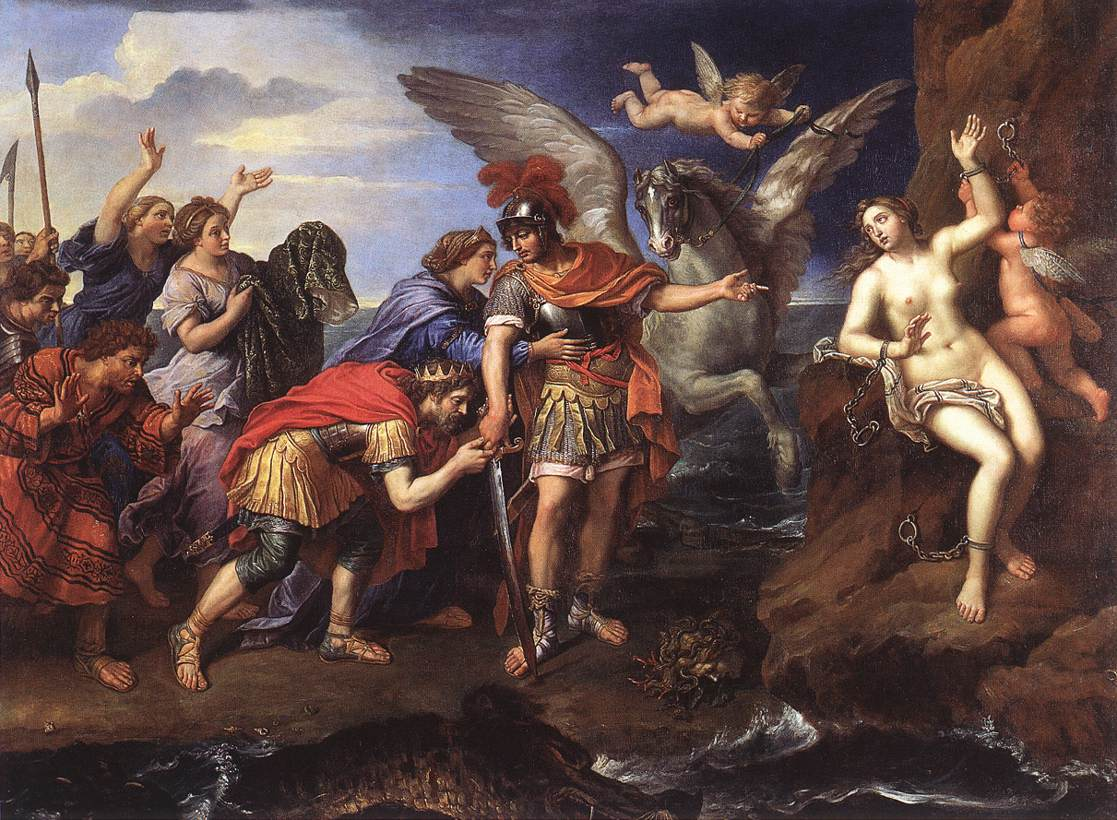
Персей и Андромеда. 1679. Холст, масло. Лувр, Париж
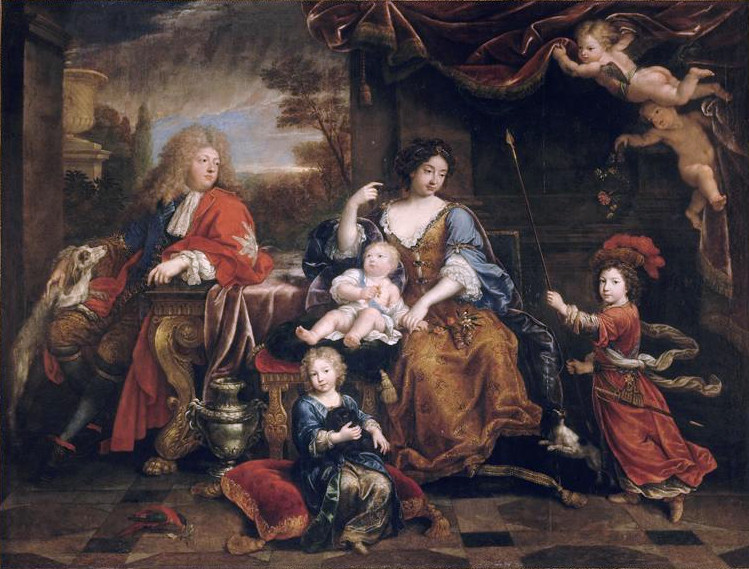
Людовик, великий Дофин Франции, с семьей. 1687. Холст, масло. Музей истории Франции, Версаль
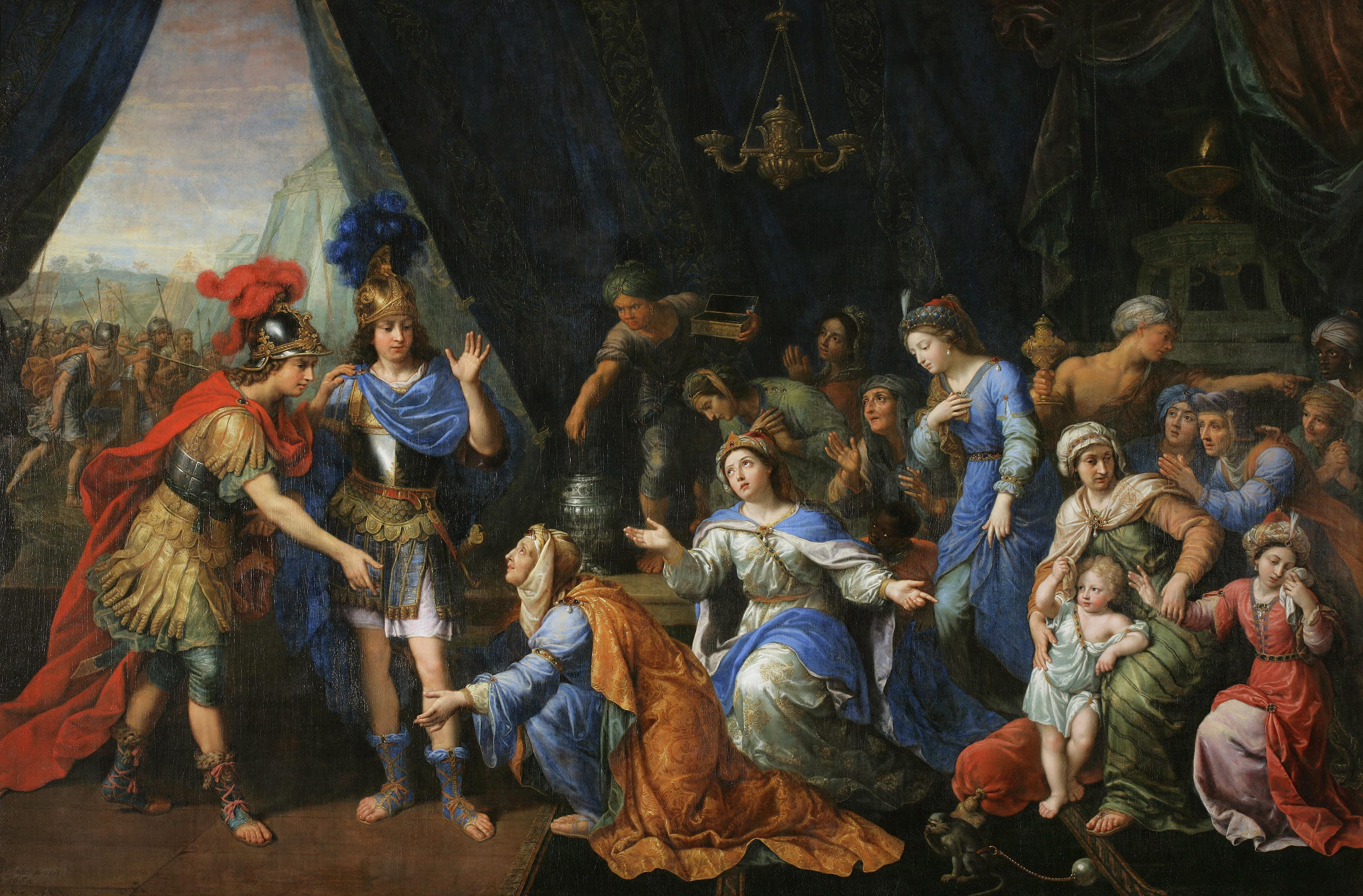
Великодушие Александра Македонского. 1689. Холст, масло. Государственный Эрмитаж, Санкт-Петербург